# Phrynocephalus persicus
Phrynocephalus persicus är en ödleart som beskrevs av  De Filippi 1863. Phrynocephalus persicus ingår i släktet Phrynocephalus och familjen agamer. IUCN kategoriserar arten globalt som sårbar. Inga underarter finns listade i Catalogue of Life.